# Concepción Bascones Pérez
Concepción Bascones Pérez (Alcañiz, 1901-13 de marzo de 1985) fue una pintora española y copista oficial del Museo del Prado. 

## Biografía

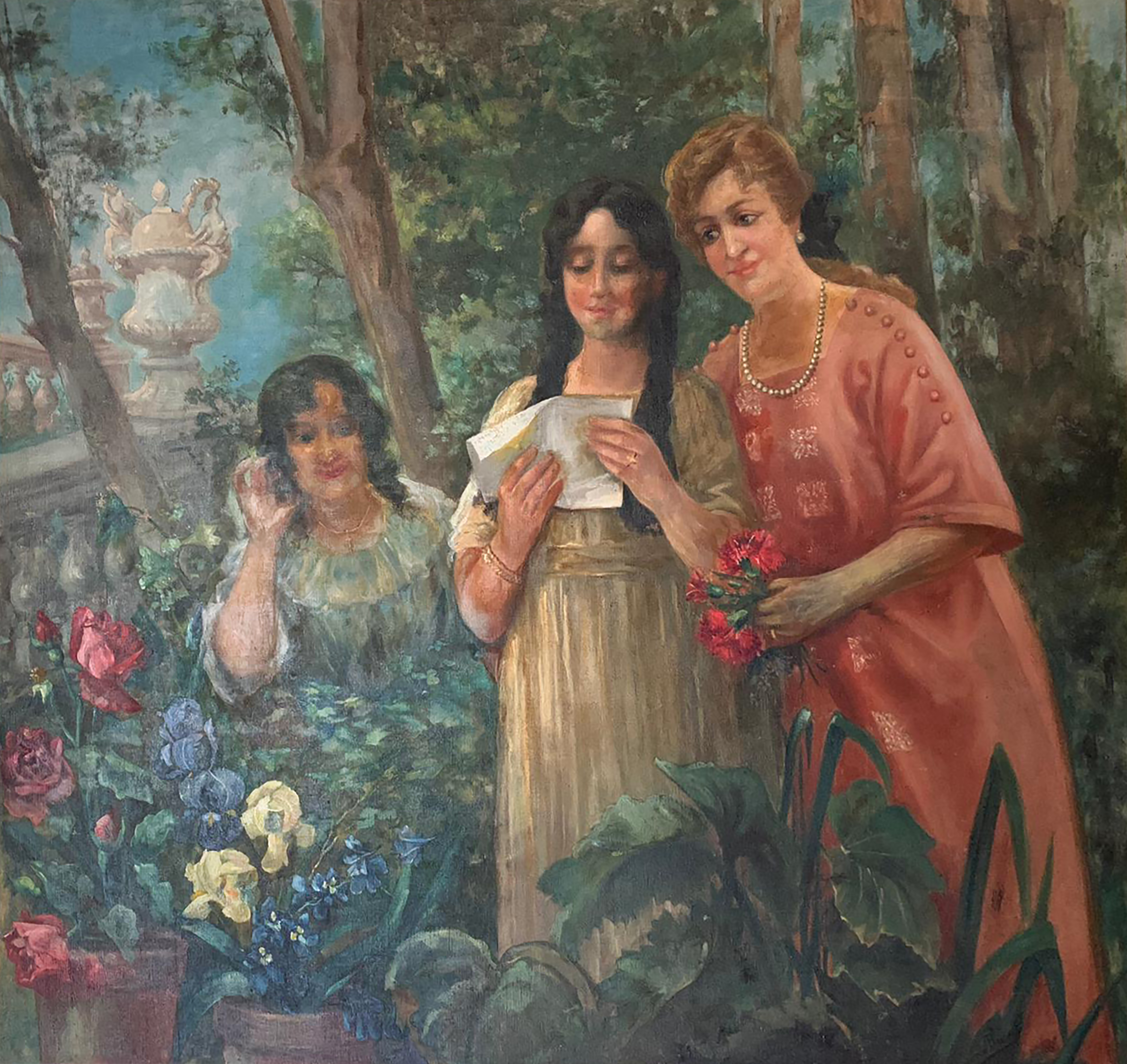
Óleo sobre lienzo obra de Concepción Bascones, realizada en 1922. Fotografía propia

Concepción Bascones nació en Alcañiz (provincia de Teruel) y era la mayor de cuatro hermanos. Su padre era oriundo de Villar del Río (Soria) y se trasladó a Alcañiz como ayudante de Obras Públicas encargado de las carreteras de Alcañiz a Híjar y Zaragoza.
La pintora vivió en Madrid en la calle de Atocha, y posteriormente cambió su residencia a la calle de las Infantas, donde tenía la clínica su hermano, el doctor Antonio Bascones Pérez. En esta ciudad cultivó su pasión por la pintura; con solo 13 años se inició como copista en el Museo del Prado. Le interesó especialmente la obra de Velázquez, de Murillo y de Goya, aunque también hizo copias de Ribera y Paul de Vos, entre otros. Desarrolló una importante labor como copista que se prolongó por más de 25 años, pero fue un poco reacia a vender su obra a pesar de recibir interesantes ofertas. 
En estos años mantuvo relación de amistad con Julia Peguero Sanz, cofundadora de la Asociación Nacional de Mujeres Españolas. En 1921 colaboró con la revista Mundo Femenino. Junto a Peguero compartió el interés por el arte en sus visitas al Museo del Prado y en la Asociación de Pintores y Escultores a las que ambas pertenecieron.
Concha, que era su seudónimo, también desarrolló una obra pictórica personal que la llevó a participar en el primer Salón de otoño de España que se celebró del 15 de octubre al 5 de diciembre de 1920, en el Palacio de Cristal del parque del Retiro de Madrid. Allí expuso dos obras a óleo, un bodegón y un retrato. Durante la guerra civil española (1936-1939) vivió en Madrid, estableciendo su residencia entre Madrid y Alcañiz una vez acabado el conflicto.
La obra de Concepción Bascones está bajo la tutela familiar y entre ellas se encuentran copias de Muchachos jugando a soldados, Los pobres en la fuente de Goya, La Última Cena de Juan de Juanes, La fragua de Vulcano, El príncipe Baltasar Carlos a caballo, Sagrada Familia del pajarito, Las meninas y La rendición de Breda de Velázquez, entre muchos otros. También reúnen un conjunto de obras originales como la titulada La carta donde tres mujeres aparecen situadas en un frondoso jardín de corte romántico. En primer término, una niña lee una carta bajo la mirada atenta de su madre que complacida escucha el contenido de la misma. En un segundo término, a la izquierda, otra señora que permanece sentada parece disfrutar también de la lectura. Toda la escena está rodeada por una naturaleza frondosa. La pintora dirige la mirada  del espectador a través de unas rosas de color rojo, situadas en el ángulo inferior izquierdo que conectan con los claveles que la madre sujeta entre sus manos. El color utilizado es vibrante aunque bien matizado.
Falleció el 13 de marzo de 1985 y está enterrada en el panteón familiar de Alcañiz junto a su hermana y sus padres.